# Dead by Sunrise
Dead by Sunrise е група, създадена като страничен проект (side project) на Честър Бенингтън, вокалист на групата Линкин Парк. Първият студиен албум на Dead by Sunrise, „Out of Ashes“ излиза на 13 октомври 2009 г. Техният първи сингъл е „Crawl Back In“.
„Dead By Sunrise“ се сформира през 2005 от Честър. Тогава той пише песни за предстоящия албум на Linkin Park Minutes To Midnight (този албум излиза през 2007). Написал няколко „по-мрачни“ според него парчета и решава вместо да ги преправя в типични за Линкин Парк песни да направи страничен проект с Райън Шък, Амир Дерак, Брандън Белски, Елиъс Андра и Антъни Валцик. Така се появява Dead By Sunrise. Във видео направено за групата Честър казва, че ако не са били на толкова турнета с Linkin Park и Julien-K са щели да направят албума си много по-рано и изобщо нищо нямало да бъде такова. Някои песни като Let Down щели да звучат по съвсем различен начин и вероятно нито албумът, нито групата са щели да се казват така. Останалите членове на Linkin Park са напълно зад гърба на вокала им Честър и го подкрепят. Честър казва „Много благодаря на Linkin Park, че застанаха зад мен, те знаят колко е важен за мен този проект и съм много щастлив че се получи добре.“ Бенингтън казва и още, че Dead By Sunrise по никакъв начин няма да попречат на Linkin Park